# Золтан Сафка
Золтан Сафка (угор. Szaffka Zoltán, 24 вересня 1895 — 1961) — угорський футболіст, що грав на позиції захисника.

## Клубна кар'єра
Грав у команді МАК, що у часи його виступів переважно боролась за виживання у вищій угорській лізі.
У сезоні 1926-1927 виступав у складі клуба «Уйпешт». У кількох матчах підміняв у ліній захисту Йожефа Фогля. Став з командою срібним призером чемпіонату Угорщини і фіналістом Кубка Угорщини 1927 року (у фіналі не грав). 
| Дата       | Місто    | Господарі | Результат | Гості     | Турнір           | Голи | Примітки |
| ---------- | -------- | --------- | --------- | --------- | ---------------- | ---- | -------- |
| 10/04/1927 | Будапешт | Угорщина  | 3 – 0     | Югославія | товариський матч | -    | 54'      |
| Усього     |          | Матчів    | 1         |           | Голів            | 0    |          |